# Кабелеукладач
Кабелеуклада́ч (рос. кабелеукладчик, англ. cable-laying machine, нім. Kabelverlegemaschine f, Kabelverleger m) — пристрій, розташований на конвеєрі з боку виробленого простору і призначений для автоматичного укладання (при русі гірничої машини) електричного кабелю та інших комунікацій у спеціальний жолоб. К. сучасних комбайнів розраховані на один-два кабелі і шланг, що підводить воду для зрошувальної системи гірничої машини. На пологих і похилих пластах застосовують автоматичні ланцюгові і безланцюгові К. а також К. з ручним підбиранням кабелю і шланга. К. включає лебідку (встановлюється на штреку), до кінця каната якої прикріплено возик з роликом. При руху комбайна до лебідки петля ланцюга К. витягується роликом; при посуванні комбайна від лебідки канат вільно розмотується з її барабана. Автоматичні ланцюгові К. поступово витісняють безланцюгові типи цих пристроїв. Ланцюг К. виконує роль несучого елемента і унеможливлює розрив кабелю. К. з ручним укладанням включають приєднану до комбайна платформу з розташованими на ній бухтами кабелю і шланга. Витки їх по мірі переміщення виймальної машини укладаються на платформу або скидаються з неї.